# Hortensia Pousada Bautista
Hortensia Pousada Bautista (1949) es una botánica, y profesora brasileña, que desarrolla, desde 1987, actividades académicas y científicas en el Departamento de Ciencias de la Vida, Universidad del Estado de Bahía.

## Biografía
En 1973, obtuvo la licenciatura en Ciencias Biológicas por la Universidad Federal de Pará; especialización en Auditoría Ambiental de la Universidad Católica de Salvador; en 1981, el M.Sc. en Ciencias Biológicas (botánica) defendiendo la tesis Pectis L. ( Compositae-Tageteae ) - Especies Ocorrentes no Brasil, por la Universidad Federal de Río de Janeiro; y en 2000, el doctorado en Biología Vegetal por la Universidad de Santiago de Compostela, y allí mismo un posdoctorado, de 2005 a 2006. Actualmente es profesora titular de la Universidad del Estado de Bahía / UNEB, enseñando en cursos de Máster y de atención médica de pregrado en la UNEB. Participa en la Universidad Abierta de Brasil UAB Archivado el 9 de noviembre de 2018 en Wayback Machine., como profesora de Investigación II, en la DE de la Licenciatura en Ciencias Biológicas UNEB. Tiene experiencia en botánica, con énfasis en la sistemática y la filogenia vegetal, que actúa sobre Asteraceae, flora, taxonomía vegetal, etnobotánica y ambiente.

## Algunas publicaciones
- SOUSA, L. A. ; BAUTISTA, H. P. ; JARDIM, J. G. 2013. Diversidade florística de Rubiaceae na Serra da Fumaça complexo de Serras da Jacobina, Bahia, Brasil. Biota Neotropica 13: 289-314

- ROQUE, N. ; BAUTISTA, H. P. ; COSTA da MOTA, A. 2012. Taxonomic Revision of Trichogonia (Eupatorieae, Asteraceae): a South American Genus. Systematic Botany 37: 525-553 resumen en línea

- BAUTISTA, H. P. ; ORTIZ, S. ; RODRIGUEZ-OUBINA, J. 2011. A new species of the brazilian endemic genus Acritopappus (Compositae, Eupatorieae) from Minas Gerais. Systematic Botany 36: 227-230

- BORGES, K. N. ; BAUTISTA, H. P. 2010. Etnobotânica de plantas medicinais na comunidade de Cordoaria, litoral norte do estado da Bahia, Brasil. Plurais: Revista Multidisciplinar da UNEB 1(2): 153-174

- BORGES, K. N. ; BAUTISTA, H. P. ; GUILHERA, S. 2008. Diabetes: utilização de plantas medicinais como forma opcional de tratamento. Revista Eletrônica da Faculdade de Farmácia 5: 12-20

- BORGES, K. N. ; BRITTO, M. B. ; BAUTISTA, H. P. 2008. Políticas Publicas e Proteção dos Saberes das Comunidades Tradicionais. RDE. Revista de Desenvolvimento Econômico 18: 87-92

- ROQUE, N. ; BAUTISTA, H. P. 2007. Nota Científica - Redescoberta de Scherya bahiensis R.M.King & H.Rob. (Compositae) na Chapada Diamantina, Bahia, Brasil. Boletim de Botânica (USP) 25: 149-151

- TELES, A. M. ; BAUTISTA, H. P. 2006. Asteraceae no Parque Metropolitano de Pituaçu, Salvador, Bahia, Brasil. Lundiana (UFMG) 7 (2): 87-96

- BORGES, K. N. ; BAUTISTA, H. P. 2005. Levantamento etnobotânico de plantas medicinais da Região do Paraguaçu, Bahia. TECBAHIA 20: 107-115

- BAUTISTA, H. P. ; ORTIZ, S. ; RODRÍGUEZ-OUBIÑA, J. 2000. Acritopappus diamantinicus (Asteraceae, Eupatorieae), a new species from Chapada Diamantina, Bahia, Brazil. Nordic Journal of Botany, Copenhagen 20 (2): 173-177

- BAUTISTA, H. P. ; RODRÍGUEZ-OUBIÑA, J. ; ORTIZ, S. 2000. Stylotrichium glomeratum (Asteraceae, Eupatorieae), a new species from Chapada Diamantina, Bahia, Brazil. Brittonia (Bronx) 52 (3): 213-217

- BAUTISTA, H. P. ; HIND, J. D. N. . Two new species of Acritopappus (Compositae: Eupatorieae: Ageratinae) from Bahia, Brazil.. Kew Bulletin, Inglaterra, v. 55, p. 949-956, 2000.

- GUEDES, M. L. S. ; HARLEY, R. ; GIULIETTI, A. M. ; CARVALHO, A. M. ; BAUTISTA, H. P. ; MELO, E. ; FUNCH, R. 1999. Diversidade florística e distribuição das plantas da Chapada Diamantina-BA. Anais do I Workshop Geral do Plantas do Nordeste, Inglaterra, p. 76-82

- BAUTISTA, H. P. ; PINTO, G. C. P. 1999. Restingas. Anales de la Asociación Química Argentina

- BAUTISTA, H. P. 1984. Rubiaceae. Boletim do Museu Botânico Kuhlmann, Río de Janeiro 7 (4): 46-54

- PINTO, G. C. P. ; BAUTISTA, H. P. 1982. Louros da Bahia. Silvicultura, São Paulo 16 (1): 676-684

- BAUTISTA, H. P. 1979. Bibliografia Botânica V - Taxonomia de Angiospermae Dicotyledoneaee. Rodriguesia, Río de Janeiro 31 (50)

- BAUTISTA, H. P. 1979. Bibliografia Botânica IV - Taxonomia de Angiospermae Dicotyledoneae. Rodriguesia, Río de Janeiro 31 (50)

### Libros
- ROQUE, N. ; BAUTISTA, H. P. 2008. Asteraceae - caracterização e morfologia floral Archivado el 22 de septiembre de 2020 en Wayback Machine.. Salvador: EDUFBA. 70 pp. ISBN 85-232-0539-X

- BAUTISTA, H. P. 2000. Sistemática e filogenia de um gênero endêmico do Brasil: Acritopappus R.M.King & H.Rob. (Asteraceae, Eupatorieae). Santiago de Compostela: Universidad de Santiago de Compostela, Servício de Publicaciones e Intercâmbio Científico, 438 pp.

- BAUTISTA, H. P. 1987. Pectis L. (Compositae, Tageteae): espécies ocorrentes no Brasil. Río de Janeiro: Jardim Botânico do Rio de Janeiro, 102 pp.

- BAUTISTA, H. P. 1986. Subsídios à Formulação da Estratégia de Desenvolvimento Integrado da Bacia do Rio Paraguaçu - Bacia do Rio Utinga: diagnóstico e proposições para o uso. Salvador: Companhia de Desenvolvimento do Vale do Paraguaçu, 107 pp.

- BAUTISTA, H. P. 1980. Pectis L. (Compositae-Tageteae): espécies ocorrentes no Brasil. Ed. Universidade Federal do Rio de Janeiro, 330 pp.

#### Capítulos
- CONCEIÇÃO, A. S. ; BAUTISTA, H. P. ; QUEIROZ, L.P. ; ARAUJO, R. ; LIMA, J. 2012. Biodiversidade da APA Serra Branca/Raso da Catarina, Jeremoabo, Bahia, Brasil. En: FAPESB (org.) Semiárido: edital temático de apoio a pesquisa voltadas à resolução de problemas do semiárido baiano - 2007. Salvador: FAPESB, p. 47-52

- BAUTISTA, H. P. ; TELES, A. M. 2009. Estudos florísticos da família Asteraceae no Brasil. En: Carlos Wallace do Nascimento Moura; Tânia Regina dos Santos Silva; Ana Maria Giulietti-Harley; Francisco de Assis Ribeiro dos Santos (orgs.) Botânica brasileira: futuro e compromisso. Salvador: EDUNEB, p. 441-451

- TELES, A. M. ; LOEUILLE, B. ; HATTORI, E. K. ; HEIDEN, G. ; BAUTISTA, H. P. ; GROKOVISKI, L. ; RITTER, M. ; SAAVEDRA, M. ; ROQUE, N. ; SOARES, P. N. ; BORGES, R. A. X. ; LIRO, R. M. 2009. Asteraceae. En: Stehmann, J.R.; Forzza, R.C.; Salino, A.;Sobral, M.; Costa, D.P.; Kamino, L.H.Y. (orgs.) Plantas da Floresta Atlântica. Río de Janeiro: Jardim Botânico do Rio de Janeiro, p. 150-173

- HIND, J. D. N. ; BAUTISTA, H. P. ; PEREIRA, Rita de Cassia A. 2006. Asteraceae. En: M. R. Barbosa; C. Sothers; S. Mayo; C. F. L. Gamarra-Tojas; A. C. Mesquita (orgs.) Checklist das plantas do nordeste brasileiro: Angiospermas e Gymnospermas. Brasília: Ministério da Ciência e Tecnologia, p. 36-45

- BAUTISTA, H. P. ; PINTO, G. C. P. 1984. A restinga do Litoral Norte do Estado da Bahia. En: Luiz Drude de Lacerda; Dorothy Sue Dunn de Araújo; Rui Cerqueira; Burno Turcq (orgs.) Restingas - origem, estrutura e processos. Río de Janeiro: Universidade Federal Fluminense, p. 1-477

- BAUTISTA, H. P. 1983. Vegetação - as regiões fitoecológicas, sua natureza e seus recursos econômicos. Folha Goiânia. En: Projeto Radambrasil (org.) Levantamento dos Recursos Naturais - Folha SE.22 Goiânia. Río de Janeiro: Ministério das Minas e Energia, vv. 31

- BAUTISTA, H. P. 1983. Vegetação - as regiões fitoecológicas, sua natureza e seus recursos econômicos. Algumas evidências fitotaxonômicas. En: Luiz Goes Filho (org.) Levantamento dos Recursos Naturais. Río de Janeiro: Ministério das Minas e Energia, vv. 30

- BAUTISTA, H. P. 1983. Vegetação - as regiões fitoecológicas, sua natureza e seus recursos econômicos. Folha Aracaju/Recife. EIn: Lúcia Gonçalves Salgado (org.) Levantamento dos Recursos Naturais. Río de Janeiro: Ministério das Minas e Energia, vv. 27

- BAUTISTA, H. P. 1983. Vegetação. En: Adonias Santos (org.) Levantamento dos Recursos Naturais. Río de Janeiro: Ministerio das Minas e Energia, vv. 26

- BAUTISTA, H. P. 1982. Vegetação. En: Luiz Goes Filho (org.) Levantamento dos Recursos Naturais - Folha SD.21 Cuiabá. Río de Janeiro: Ministério das Minas e Energia

- BAUTISTA, H. P. 1981. Vegetação. En: Luiz Goes Filho (org.) Levantamento dos Recursos Naturais - Folha SD.22 Goiás. Río de Janeiro: Ministério das Minas e Energia

## Honores

### Premios
- 1975: cooperadora del Museu Paraense Emilio Goeldi[7]

### Membresías
- 2000-2005: Departamento Ciencias de la Vida, Curso de Enfermería, Colegiado superior[7]
- Sociedad Botánica de Brasil[8]